# Csákberény
Csákberény is een plaats (község) en gemeente in het Hongaarse comitaat Fejér. Csákberény telt 1242 inwoners (2001).